# Clã Ōta

Mon (Brasão) do Clã Ōta

O Clã Ōta (太田氏, Ota-shi) foi um clã de samurais que descendiam de Minamoto no Yorimasa do Seiwa Genji. Os Ota foram mais conhecidos como Daimyōs (senhores feudais) de  hans em  Kyūshū durante o Período Edo da História do Japão (1600-1867) . 
Durante o shogunato Tokugawa , os Ōta foram considerados tozama ou de fora, em contraste com os fudai ou clãs que eram vassalos hereditários ou aliados dos Tokugawa . 

## História
O Clã Ōta se originou no Século XV na Província de Musashi. O progenitor do clã, e o primeiro a usar este sobrenome foi Ōta Sukekuni , que se estabeleceu em Ōta na Província de Tamba. Descendia da quinta geração de Yorimasa . 
Em 1638, Ōta Sukemune , o neto de Ōta Yasusuke , recebeu o Domínio de Nishio na Província de Mikawa. Em 1645, ele e sua família foram transferidos para o Domínio de Hamamatsu(35.000 koku ) na Província de Tōtōmi. Os descendentes de Sukemune foram transferidos várias vezes pelo shogunato, em 1687 ocuparam o Domínio de Tanaka na Província de Suruga , em 1703 o Domínio de Tanakura na Província de Mutsu , e em 1728 o Domínio de Tatebayashi na Província de Kōzuke . Em seguida, no período entre 1746 e 1868, se estabeleceram no Domínio de Kakegawa (com renda de 53.000 koku) em Tōtōmi.
Após a abolição do sistema han o líder deste clã se tornou shishaku ( "visconde" ) no kazoku .

## Membros Notáveis
- Ōta Sukekuni
- Ōta Tōyō - Sesshū Tōyō, 1420-1506 — pintor.
- Ōta Dōkan, 1432-1486 — construtor do Castelo de Edo (1457)
- Ōta Yasusuke
- Ōta Okagi / Eishoin — fundadora do Templo Eisho-ji em Kamakura (1636) [3]
- Ōta Sukemune, neto de Yasusuke -- Wakadoshiyori (1833–1838)
- Ōta Sukeyoshi, 1763-1805 -- Kyoto Shoshidai (1789–1792), Rōjū (1793–1801)
- Ōta Sukemoto, 1799-1867 -- Kyoto Shoshidai (1831–1834). Rōjū (1837–1841, 1858–1859, 1863)
- Ōta Minesaburo —- Chefe da Secretaria da Casa dos Pares (1908).